# Huilerie de Fondremand
L'huilerie de Fondremand est un monument (ancien moulin alimenté par la Romaine ) situé dans la commune de Fondremand dans le département français de la Haute-Saône.

## Histoire
Il s'agit sans doute d'une dépendance du moulin banal, qui est désaffectée avant 1831 en tant qu'huilerie. Il est transformé en battoir à blé en 1834, agrandi en 1860 et transformé en maison d'habitation à la fin du XIXe siècle.
En 1985, de nouveaux propriétaires réhabilitent le moulin en restaurant le canal d'amenée et en reconstruisant la roue à pales de 5 m de diamètre qui entraine par un système d'engrenage la ribe (meule tournante verticale). Mais depuis fin 2017, l'activité meunière a cessé.
Les façades et les toitures, ainsi que le canal d'amenée font l’objet d’une inscription au titre des monuments historiques depuis le 9 juillet 1997.

## Description
Le moulin utilise le courant de la Romaine qui prend sa source une centaine de mètres en amont. Il est équipé d'une roue à pales de 6 mètres de diamètre dite «par-dessous» qui entraine une ribe (meule verticale) à travers un système d'engrenages directement relié à la roue.

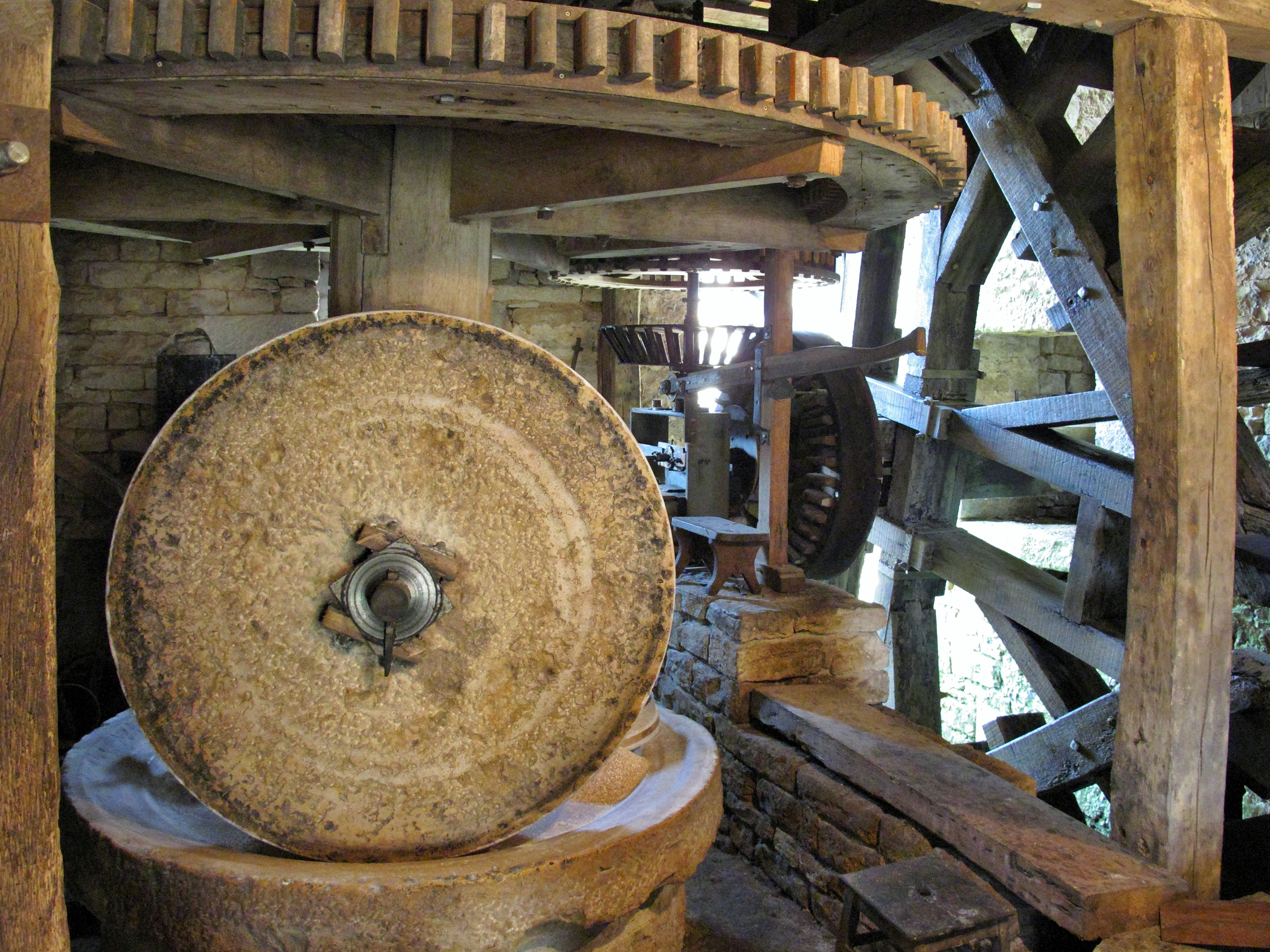
La ribe et les engrenages de l'huilerie-moulin.
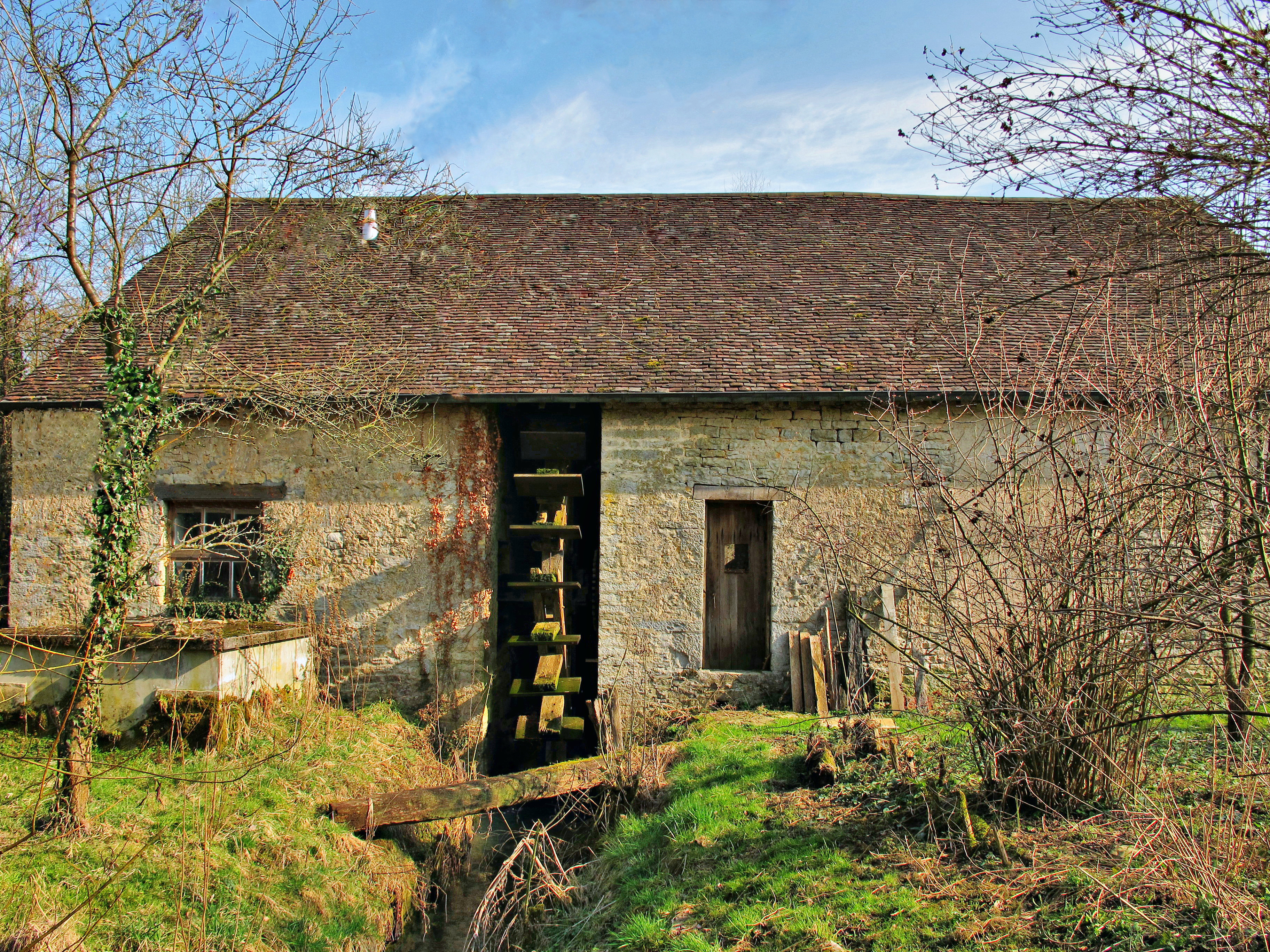
La roue à pales (vue aval).